# Bariumacetylacetonat
Bariumacetylacetonat ist eine chemische Verbindung des Bariums aus der Gruppe der Acetylacetonate.

## Gewinnung und Darstellung
Bariumacetylacetonat kann durch Reaktion von Bariumchlorid mit Ammoniumacetylacetonat gewonnen werden.

## Eigenschaften
Bariumacetylacetonat ist ein farbloser Feststoff.

## Verwendung
Bariumacetylacetonat wird bei der Herstellung von Radiolumineszenz von polyethylenglykolisiertem Eu3+-dotierten Nanophosphoren für Bioimaging-Sonden verwendet. Die Verbindung wird auch zur Herstellung von Superkondensatoren und in der Polymersynthese eingesetzt.